# Cultura anglo-céltica
Cultura anglo-céltica é um termo macro-cultural usado para descrever coletivamente as culturas nativas para a Grã-Bretanha e da Irlanda e da significativa diásporas localizado na Austrália, Canadá, Nova Zelândia, África do Sul e Estados Unidos.
"Anglo", neste contexto, é uma abreviatura de anglo-saxão, um termo coletivo para antigos povos germânicos que se estabeleceram na Grã-Bretanha (especialmente a Inglaterra), em meados do primeiro milênio. Como os normandos, que chegaram de Normandia e se estabeleceram principalmente na Inglaterra depois de 1066 são comumente conhecidos como "anglo-normandos", o termo também pode ser inclusive deste grupo cultural.